# Nidaa Tounes
Appello della Tunisia (in arabo حركة نداء تونس‎?, Ḥaraka Nidāʾ Tūnus, ossia "Movimento dell'appello della Tunisia", in francese Appel de la Tunisie), è un partito politico di matrice laica fondato in Tunisia nel 2012 dall'allora Primo ministro Beji Caid Essebsi.
In occasione delle elezioni presidenziali del 2014, la formazione ha sostenuto la candidatura di Essebsi per la carica di Presidente. Ha formato una coalizione elettorale con il Partito Repubblicano, chiamata Unione per la Tunisia.
In base ai risultati provvisori, le elezioni parlamentari del 2014 sono state vinte da Nidāʾ Tūnus che si è aggiudicato 85 seggi su 217, superando quindi il partito al potere di Ennahda, che ne ha ottenuti solo 69.

## Programma per la fondazione del partito
Dopo aver lasciato il suo posto di Primo ministro, il quotidiano tunisino al-Ṣabāḥ (Il mattino) aveva rivelato che Beji Caid Essebsi sperava di dar vita a un partito politico nuovo, al fine di riunire l'opposizione laica.. L'iniziativa fu annunciata in effetti il 20 aprile 2012 e denominata Nidāʾ Tūnus e si proponeva i seguenti obiettivi:
- la necessità per l'Assemblea costituente tunisina del 2011 di delimitare ufficialmente e con precisione la durata del suo mandato per la scrittura della Costituzione, di avviare immediatamente i preparativi delle successive elezioni dei tempi previsti;
- l'attuazione di un piano di salvataggio dell'economia nazionale, fondato sul consenso, al fine di ottenere la fiducia dei cittadini, di restaurare la sicurezza e la stabilità, con l'obiettivo d'incoraggiare la produzione, lo sviluppo e gli investimenti, operando infine per creare maggiori posti di lavoro e frenare il deterioramento del potere d'acquisto del cittadino;
- la necessità sul piano sociale di dedicare maggiore attenzione ai giovani e di varare un piano urgente in favore delle categorie e delle regioni in stato di precarietà sulla base dell'equità sociale e della solidarietà nazionale;
- il varo, nel quadro di un consenso nazionale, di un'iniziativa della giustizia, mirante a risolvere le violazioni di legge e dei diritti delle persone verificatesi in passato e chieder conto delle loro azioni ai rispettivi autori, indennizzando le vittime degli abusi, in modo che quei drammi del passato non possano mai più verificarsi;
- misure per evitare il riprodursi dei pericolo d'un ritorno al passato e all'interferenza fra gli apparati dello Stato e quelli dei partiti politici al potere, garantendo la neutralità dell'amministrazione, in modo che le scelte dei responsabili possano essere fatte secondo il solo criterio della competenza e che venga posta immediata fine alle nomine per le funzioni superiori nello Stato sulla base di accordi e alleanze extra-giuridiche;
- la neutralità delle moschee, mettendo fine al fenomeno delle milizie private ed evitando qualsiasi forma di ritorno alla dittatura;
- la salvaguardia delle libertà collettive e individuali acquisite e metterle al riparo da tutte le eventuali violazioni e minacce, e questo anche per ciò che riguarda la libertà di stampa, di espressione e di organizzazione, preservando le acquisizioni realizzate dalla società tunisina e, prioritariamente, i diritti della donna;
- l'applicazione della legge in modo da prevenire i pericoli del terrorismo, che minaccia la sicurezza nazionale e gli interessi nazionali e internazionali della Tunisia;
- il consolidamento del ruolo della Tunisia a livello internazionale, evitandone l'allineamento a qualsivoglia asse strategico straniero e confermando la neutralità positiva del Paese nel quadro dei principi del rispetto dei diritti dell'uomo, dei popoli e delle convenzioni internazionali relative.

A tale iniziativa hanno garantito il proprio sostegno una decina di personalità politiche, tra cui gli antichi ministri del governo di Caid Essebsi Tayyeb Baqqush (Taïeb Baccouche), Lazhar Qarawi Shabbi (Lazhar Karoui Chebbi) e Rida Belhaj (Ridha Belhaj).

## Nascita del partito

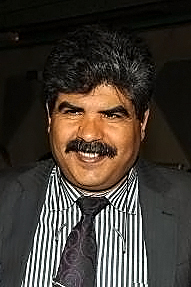
Mohamed Brahmi, assassinato dai suoi avversari politici il 25 luglio del 2013.

Nel mese di maggio 2012, viene annunciato che Essebsi si accinge a trasformare la sua iniziativa in un vero e proprio partito politico e che egli annuncerà la sua creazione in occasione di un grande meeting. Esso ha in effetti luogo il 16 giugno nel Palazzo dei Congressi di Tunisi, alla presenza di 6.000-7.000 persone..
In occasione del meeting, Essebsi domanda di riunire tutti i tunisini, compreso il Movimento Ennahda, per trovare un mezzo per uscire dalla crisi. Quanto ai desturiani (di cui aveva lui stesso fatto parte in passato), rifiuta la loro esclusione che, secondo lui, sarebbe anti-democratica e incoraggia la giustizia a fare il suo corso, così come gli uomini d'affari. Egli precisa d'altronde che la Rivoluzione dei Gelsomini del 2010-2011 non è stata fatta per alcun partito politico, non esitando a criticare il governo e le sue attività.
Il 18 ottobre 2012, il coordinatore del partito a Tataouine e dirigente regionale dell'Union tunisienne de l'agriculture et de la pêche (in arabo الاتحاد التونسي للفلاحة و الصيد البحري‎?, al-Ittiḥād al-tūnusī li-l-filāḥa wa al-ṣayd, Lotfi Nagdh, muore in margine agli scontri tra i suoi sostenitori e manifestanti vicini a Ennahda. Secondo un rappresentante del partito, egli era morto dopo essere stato percosso, mentre il portavoce del Ministero degli Interni tunisino aveva affermato che era stato stroncato da una crisi cardiaca.. Beji Caid Essebsi denuncia il giorno dopo il "primo assassinio politico dopo la Rivoluzione"
Il 7 dicembre 2012, Caid Essebsi annuncia la creazione d'una coalizione tra "al-Jumhūrī" (ossia al-Ḥizb al-jumhūrī, ossia "Partito Repubblicano") e "Via Social Democratica".. Il 29 gennaio 2013 la coalizione ufficialmente vede la luce con la denominazione di Unione per la Tunisia Il 2 febbraio, alla coalizione si unisce il Partito Socialista e il Partito del Lavoro Patriottico e Democratico. In seguito a numerosi tentativi da parte di Ennahda e del Congresso per la Repubblica di escludere Nidāʾ Tūnus e i desturiani dalla scena politica, Caid Essebsi annuncia, nel 79º anniversario della creazione del Neo-Dustur, il 2 marzo 1934 a Ksar Hellal, che esso ha contribuito alla creazione di uno Stato tunisino indipendente, moderno e musulmano. Essebsi considera l'Unione per la Tunisia come un prolungamento del movimento desturiano.
Il 4 aprile 2013, Caid Essebsi interviene in occasione della diffusione del programma 9h du soir sull'emittente televisiva Ettounsiya TV, dichiarando che la legge riguardante chi aveva perpetrato illegalità nel corso della Rivoluzione dei Gelsomini, approvata in quello stesso giorno dalla Commissione della legislazione generale dell'Assemblea nazionale costituente), non avrebbe colpito in modo particolare il suo nuovo partito, dato che tale legge poteva coinvolgere al massimo 24 dei suoi componenti. Afferma inoltre che le persone che avessero voluto adottare tale legge avevano esse stesse conti da regolare con la giustizia e il popolo di Tunisia. Annuncia infine che non conta di presentarsi alla prossima elezione presidenziale.
Caid Essebsi conferma ufficialmente, in occasione di un'intervista accordata il 28 aprile 2013 su Nessma, la propria decisione di presentarsi candidato alle prossime elezioni presidenziali e ciò malgrado il limite dei 75 anni imposto all'età dei candidati. Obiezione cui egli replica dicendo che numerosi uomini politici della sua età, e anche più vecchi di lui, erano stati eletti alla magistratura suprema in Germania e in Italia. Dichiara che il limite dell'età per i candidati alla carica presidenziale, che non esisteva in alcun paese democratico, era una legge creata sotto il regime di Ben Ali. Quanto a un'eventuale nomina alla carica di Primo ministro di Tunisia, dichiara che quel posto sarebbe stato occupato da Ahmad Najib Shabbi..
In seguito all'assassinio di Mohamed Brahmi e alle manifestazioni del Bardo che reclamavano lo scioglimento dell'Assemblea costituente tunisina del 2011 e del governo guidato da Ali Larayedh, la "troika" e l'opposizione provarono a cercare un accordo. In tale contesto, Caid Essebi e Rashid Ghannushi, leader di Ennahda, si incontrano a Parigi il 14 agosto e si mettono d'accordo per sostituire il Presidente Moncef Marzouki con Beji Caid Essebsi e per formare un governo composto da tecnocrati e da uomini politici: iniziativa però che non ebbe alcun seguito.